# Jean-Baptiste Gobel
 (février 2025).
Jean-Baptiste Gobel, né le 1er septembre 1727 à Thann et mort guillotiné le 13 avril 1794 à Paris, est un prélat, évêque auxiliaire de Bâle en 1771 puis évêque constitutionnel de la Seine pendant la Révolution.

## Biographie
Son père est avocat au Conseil Souverain d’Alsace et procureur fiscal de la seigneurie de Thann. Après de brillantes études à Porrentruy puis chez les Jésuites à Colmar, Jean-Baptiste Gobel achève ses études au collège germanique de Rome, en 1743.
Ordonné prêtre en 1750, il va rapidement gravir les échelons de la hiérarchie grâce à sa capacité de travail, son érudition et son sens des rapports humains. En 1771, à 44 ans, le prince-évêque de Bâle, Simon Nicolas de Montjoie d'Hirsingue, le nomme évêque auxiliaire avec le titre d’évêque in partibus de Lydda. Vivant au-dessus de ses moyens, il a grand besoin d’argent. En 1782, le nouveau prince-évêque, Joseph Sigismond de Roggenbach, le relève de ses charges administratives et lucratives ce qui va pousser Gobel, vers les idées « réformistes ».
Il est élu député aux États généraux de 1789 par le clergé du bailliage de Belfort et Huningue. Il participe à la rédaction de la Déclaration des droits de l'homme et du citoyen de 1789, étant co-auteur, avec Boniface de Castellane, de l'article 10 sur la liberté d'opinion.
Le 3 janvier 1791, il est le premier évêque à prêter serment à la Constitution civile du clergé, en faveur de laquelle il s'était déclaré dès le 5 mai 1790. Sa popularité est telle qu'il est élu évêque dans plusieurs diocèses. Il choisit celui de la Seine et, malgré les difficultés qu'il rencontre pour prendre possession de son siège, il est sacré le 27 mars 1791 par huit évêques, dont Talleyrand. Jean-Marie Jacob, élu évêque des Côtes-du-Nord en mars 1791, reçoit la consécration épiscopale de ses mains, le 1er mai, à Notre-Dame de Paris.

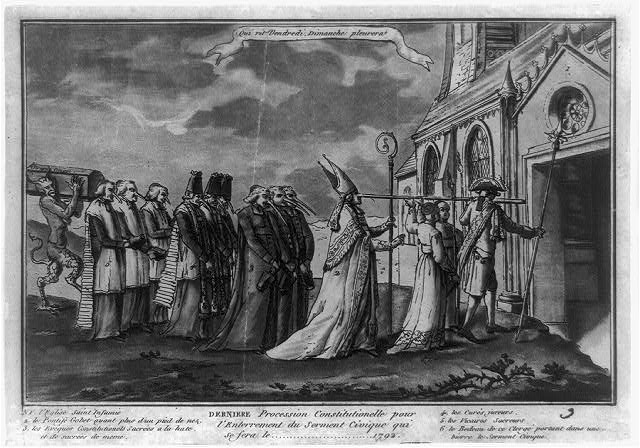
« Qui rit vendredi, dimanche pleurera. Dernière procession constitutionnelle pour l'enterrement du serment civique qui se fera le ___ 1792. »
Caricature de 1792 représentant Jean-Baptiste Gobel à la tête d'une procession de membres du clergé affublés de longs nez avec à l'arrière un diable portant une bière emplis de serments civiques. La scène évoque le massacre des prêtres réfractaires en septembre 1792.

Membre actif du Club des jacobins, il fait étalage d'anticléricalisme (il se déclare notamment opposé au célibat des prêtres). Il pousse le gouvernement à occuper l’évêché de Bâle. La France, prétextant la présence des Autrichiens, envahit l'évêché le 28 avril 1792. Gobel se fait nommer commissaire civil au pays de Bâle où il sera accusé d'avoir abusé de son pouvoir.
Le 7 novembre 1793, il se présente, accompagné de Chaumette, devant la Convention et, dans un geste célèbre, coiffé du bonnet rouge et tenant à la main sa mitre, sa crosse et son anneau, il renonce à ses fonctions et à la prêtrise, en proclamant qu'il agit ainsi pour l'amour du peuple et par respect pour ses vœux.
Les disciples de Jacques-René Hébert, dans la ligne de leur politique antichrétienne, veulent marquer les esprits avec la démission de l'évêque de Paris. Du coup, Robespierre, le rival d'Hébert, considère Gobel comme un athée, bien que celui-ci n'ait jamais professé l'athéisme.
Robespierre estime cependant que le culte déiste de l'Être Suprême est menacé par l'opposition des hébertistes athées, et Gobel est condamné à mort et guillotiné avec Chaumette le 13 avril 1794.
François-Joseph Lothringer, son ancien vicaire épiscopal, écrit dans sa lettre de rétractation publiée dans Les Annales catholiques au tome III, Paris 1797 :

« Gobel a voulu cependant expier, autant qu'il a été en lui, sa criminelle conduite, avant de mourir, et je serais coupable de ne pas faire connaître son dernier acte de religion.
Gobel ne pouvant être approché, à la Conciergerie, par aucun ministre de la religion, m'envoya par une main inconnue sa confession écrite de sa main, et voici ce qu'il me marque :

« Mon cher abbé, je suis à la veille de ma mort ; je vous envoie ma confession par écrit ; dans peu de jours je vais expier, par la miséricorde de Dieu, tous mes crimes et mes scandales contre sa sainte religion.

J'ai toujours applaudi dans mon cœur à vos principes. Pardon, cher abbé, si je vous ai induit en erreur. Je vous prie de ne me point refuser les derniers secours de votre ministère, en vous transportant à la porte de la Conciergerie, sans vous compromettre, et à ma sortie me donner l'absolution de mes péchés, sans oublier le préambule, ab omni vinculo excommunicationis. Adieu, mon cher abbé, priez Dieu pour mon âme, à ce qu'elle trouve miséricorde devant lui. »
— J. B. J., évêque de Lydda »

Les Annales font remarquer qu'en signant : « évêque de Lydda » et non « archevêque de Paris » il reconnaît qu'il n'avait pas droit à ce dernier titre et s'il demande à être relevé de son excommunication, il reconnaît par là l'autorité du pape qui l'avait fulminée contre lui.

### Sources primaires
- 1790 - Opinion de M. l'évêque de Lydda sur le rapport du Comité ecclésiastique concernant l'organisation du clergé. Proposée à l'Assemblée nationale en la séance du mardi premier juin 1790
- 1790 - Lettre de Monsieur l'évêque de Lydda, député d'Alsace, département du Haut-Rhin, écrite a ses commettans, relativement à la déclaration d'une partie de l'Assemblée nationale, sur le décret rendu le 13 avril 1790, concernant la religion
- 1790 - Correspondance du reverend évêque de Lydda, avec ses commettans
- 1791 - Problême intéressant proposé a M. l'Évêque de Lydda [i.e. Jean Baptiste Joseph Gobel]
- 1791 - Mandement de Jean-Baptiste-Joseph Gobet [sic, évêque de Lidda et de Paris, sur la mort d'Honoré Riquetti-Mirabeau]
- 1791 - Lettre de Monsieur l'évêque métropolitain de Paris, contenant des vues de pacification sur les troubles actuels de l'Église de France. En réponse à celle de M. Charrier de La Roche, lui annonçant sa démission de l'evêché métropolitain de Rouen
- 1791 - Lettre pastorale de Monsieur l'évêque métropolitain de Paris, au clergé & aux fidèles de son diocèse
- 1791 - Accord des vrais principes de l'Église, de la morale, et de la raison, sur la Constitution civile du clergé de France
- 1792 - Mandement de l'eveque de Paris, portant abolition du Careme, et prorogation du carnaval
- 1793 - Mémoire justificatif pour le citoyen Gobel, évêque métropolitain de Paris